# 티툴루스
티툴루스(Titulus)는 초기 기독교 건축에서 가정교회의 한 양식이다. 로마의 집단주거 주택인 인슐라를 개조하여 만든 가정교회이다. 티툴루스의 어원은 인슐라의 입구에 대리석으로 만든 문패를 의미한다. 티툴루스의 이름은 티툴루스 뒤에 봉헌된 성인의 이름으로 정하였다. 예를 들어, 클레멘스(Clemens)에게 봉헌된 티툴루스의 경우 티툴루스 클레멘티스(Titulus Clementis), 비잔스(Byzans)에게 봉헌된 티툴루스의 경우 티툴루스 비잔티스(Titulus Byzantis)라 불렀다.